# Maskat (guvernorát)
Guvernorát Maskat (arabsky محافظة مسقط‎) je jedním z guvernorátů Sultanátu Omán. Nachází se v Ománském zálivu, v jižní části pobřeží Al Batína, ohraničen pohořím al-Hadžar z jedné, a zmíněným zálivem ze strany druhé. Guvernorát Maskat je nejlidnatějším regionem Ománu. Zdejší průměrná hustota zalidnění několikanásobně přesahuje průměrnou hustotu zalidnění v celé zemi.
Guvernorát se dělí na šest vilájetů: al-Síb, al-Amerat, Bowšar, Maskat, Matrah a Kurijat. Maskat je hlavní město a zároveň centrum státu. Jedná se o staré město, které hrálo důležitou úlohu jakožto obchodní stanice již od dob raného islámu. Rovněž je jedním z nejvýznamnějších obchodních center, kvůli své mimořádně strategické poloze. Stojí zde proslulé pevnosti al-Džalali a al-Mirani.
V Maskatu a okolních vilájetech lze zpozorovat pozoruhodný soulad mezi starověkými pozůstatky a současnými moderními rysy. Staré domy a trhy, drobné obchody a úzké cesty blízko současných tržišť, obchodů a širokých ulic. To na jedné straně ponechává Ománu jeho historickou a kulturní identitu, a na straně druhé moderní charakter.